# Mirinda
A Mirinda egy 1959-ben létrejött üdítőital márka, mely jelenleg a PepsiCo tulajdonában van. Neve eszperantó nyelvből származhat, mely "csodálatra méltó"-t jelent.
A termékek narancs, citrusfélék, grapefruit, alma, eper, málna, ananász, gránátalma, banán, passiógyümölcs, citrom, hibiszkusz, guarana, mandarin, áfonya, körte, görögdinnye és szőlő ízekben, valamint tamarind ízekben érhető el. Ezek szénsavas és szénsavmentes változatban készülnek. A legelterjedtebb a Mirinda narancs világszerte, mely az 1990-es évek elején jelentősen erősítette a márkát.
A Mirinda 1970 óta a PepsiCo tulajdonában van, és elsősorban az Egyesült Államokon kívül forgalmazott olyan márkákkal kényszerül versenybe szállni, mint a Coca-Cola, Britvic's Tango, Dr Pepper Orange Crush, vagy a Sunkist. A Mirinda többféle aromájú, szénsavas és édesítőszeres változatban kapható, az egyes piacok igényeitől függően.

## Története
A Mirindát eredetileg Spanyolországban gyártották. Az Egyesült Államokban 2003 végétől elérhetővé vált a kétnyelvű csomagolás – 2005 óta a Mirinda ízeket nagyrészt a Tropicana Twister Soda márkanév alatt értékesítették az Egyesült Államokban, kivéve Guamon, ahol a Pepsi 2007-ben Mirinda név alatt eladta a Chamorro Punch Orange italt. A PepsiCo 1996-ban megpróbált betörni a brazil piacra, de a márka a gyenge eladások után 1998-ban megszűnt, és a helyi Sukita márka ment tovább. Olaszországban Slam márkanév alatt forgalmazzák.